# Koo Hsien-jung
Koo Hsien-jung (ur. 2 lutego 1866, zm. 9 grudnia 1937) – tajwański przedsiębiorca.
Pochodził z Lugang. W 1895 roku, kiedy na mocy traktatu z Shimonoseki Tajwan znalazł się pod panowaniem Japonii, Koo witał wkraczające na wyspę oddziały japońskie i wprowadził je do Tajpej. Wykorzystując swoje dobre stosunki z nowymi władzami i uzyskane dzięki temu liczne monopole, m.in. na handel cukrem, solą i opium, zbudował potężną sieć należących do siebie przedsiębiorstw. W 1896 roku został mianowany szefem biura bezpieczeństwa.
W 1921 roku został doradcą gubernatora generalnego Tajwanu. Założył Stowarzyszenie Interesu Publicznego i działający w Tokio Związek Młodzieży Tajwańskiej. Sfinansował również odbudowę świątyni Konfucjusza w Tajpej. Był przeciwnikiem ruchu domagającego się wprowadzenia na Tajwanie autonomicznego samorządu. W 1934 roku, jako pierwszy Tajwańczyk, został wybrany deputowanym do Izby Parów, wyższej izby japońskiego parlamentu.
Jego synem był Koo Chen-fu.